# Janina Wolska-Bochenek
Janina Wolska-Bochenek (ur. 13 stycznia 1921 w Warszawie, zm. 17 kwietnia 2010 tamże) – polska matematyczka, specjalistka w zakresie równania całkowego, współtwórczyni szkoły równań całkowych na Politechnice, kierownik Zakładu Równań Całkowych, w latach 1981–1984 wicedyrektorka Instytutu Matematyki ds. Nauki.

## Życiorys
Urodziła się w rodzinie Antoniego Wolskiego i Leokadii z Wiśnickich. W 1938 ukończyła szkołę średnią i podjęła studia na Wydziale Elektrycznym Politechniki Warszawskiej, które przerwał wybuch II wojny światowej. Od 1942 kontynuowała naukę na tajnych kompletach, które organizowali wykładowcy z Wydziału Matematyki i Fizyki Uniwersytetu Warszawskiego. Uczestniczyła w powstaniu warszawskim, była łączniczką Armii Krajowej ps. „Muszka”. W uznaniu odwagi i męstwa została odznaczona Warszawskim Krzyżem Powstańczym (1992) oraz Krzyżem Armii Krajowej (1998).
Po wojnie wyjechała do Krakowa, gdzie kontynuowała studia na Wydziale Filozoficznym Uniwersytetu Jagiellońskiego, który ukończyła w 1947 uzyskując stopień magistra filozofii ze specjalnością matematyka. Od początku 1949 była związana zawodowo z Wydziałem Mechanicznym PW, pracowała w Katedrze Matematyki pod kierunkiem prof. Witolda Pogorzelskiego. Pod kierunkiem prof. Pogorzelskiego przygotowała i przedstawiła rozprawę o równaniach całkowych i całkowo-różniczkowych, była jego pierwszym doktorantem. Od roku akademickiego 1951/1952 był adiunktem na Wydziale Lotniczym PW, od grudnia 1954 była docentem, a w lutym 1962 została profesorem nauk matematycznych. Działalność prowadziła w Instytucie Matematyki PW, ponadto była aktywna w Polskim Towarzystwie Matematycznym. W 1991 przeszła na emeryturę, ale nadal utrzymywała współpracę z Wydziałem Mechanicznym Energetyki i Lotnictwa PW.
Jej mężem był Bronisław Bochenek (1913–1973), profesor technologii lotniczej, prorektor PW, Sprawiedliwy wśród Narodów Świata.
Zmarła w Warszawie, pochowana na cmentarzu Powązkowskim (kwatera 96-3-10,11).

## Ordery i odznaczenia
- Krzyż Kawalerski Orderu Odrodzenia Polski[6]
- Warszawski Krzyż Powstańczy (1992)
- Krzyż Armii Krajowej (1998)
- Medal 10-lecia Polski Ludowej (19 stycznia 1955)[7]
- Medal Komisji Edukacji Narodowej[6]
- Złota Odznaka „Za zasługi dla rozwoju przemysłu maszynowego”
- Złota Odznaka Zasłużony dla Politechniki Warszawskiej